# Herck-la-Ville
Herck-la-Ville (en néerlandais Herk-de-Stad) est une ville néerlandophone de Belgique située en Région flamande dans la province de Limbourg.
Elle se trouve au bord du Herck, à mi-chemin entre Diest et Hasselt.

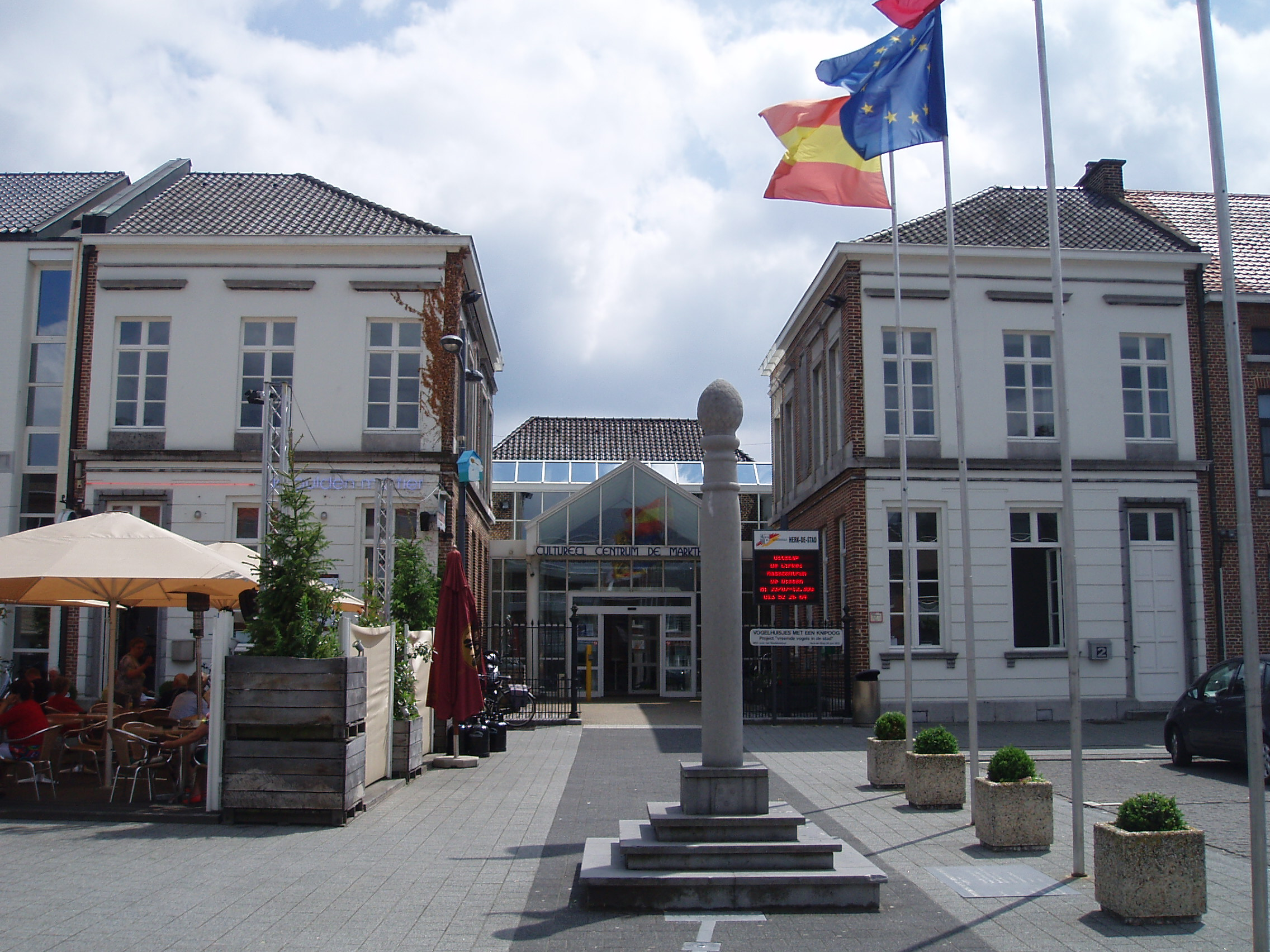
Ancien hôtel de ville, aujourd'hui centre muséal "Les marchés".

## Sections de la commune
| # | Section      | Superf. (km²) | Habitants (2020) | Habitants par km² | Code INS |
| - | ------------ | ------------- | ---------------- | ----------------- | -------- |
| 1 | Herk-de-Stad | 20,29         | 6.271            | 309               | 71024A   |
| 2 | Donk         | 5,91          | 1.780            | 301               | 71024B   |
| 3 | Schulen      | 11,54         | 2.936            | 254               | 71024C   |
| 4 | Berbroek     | 5,30          | 1.663            | 314               | 71024D   |

### Localités
Schakkebroek

## Histoire
Herck-la-Ville était une des vingt-trois Bonnes Villes de la principauté de Liège.
Dans la seconde moitié du XIXe siècle, Jean Gindra a conçu un grand nombre de jardins et de parcs de style paysager anglais en Belgique et dans le sud des Pays-Bas, notamment le parc Gasthuisbos à Schulen, une section de Herck-la-Ville .

## Personnalités
- Godefroy Wendelin (1580-1667), était un astronome du XVIIe siècle.
- Sainte Marie-Amandine (Pauline Jeuris) (1872-1900), religieuse franciscaine missionnaire de Marie en Chine, décapitée lors de la révolte des Boxers (1900), est née à Schakkebroek.
- Ivan de Pierpont (1879-1937), prêtre jésuite belge et missionnaire au Congo est né à Herck-la-ville.
- Joseph Van Wing (1884-1970), prêtre jésuite, missionnaire et ethnologue au Kwango (R.D. du Congo) est né à Herck-la-Ville.
- Kenneth Vanbilsen (né en 1990), coureur cycliste.
- Karolien Grosemans, politicienne.
- Bert Moyaers, politicien,
- Casper De Norre, footballeur,
- Marco Vanoppen, musicien,
- Wilfried Cretskens, coureur cycliste,
- Miel Cools, chanteur,

## Patrimoine
- Liste des monuments historiques de Herck-la-Ville

## Transport
- Gare de Schulen

## Héraldique
|  | La ville possède des armoiries qui lui ont été octroyées le 3 décembre 1984. Elles sont une combinaison des anciennes armoiries de Herk-de-Stad octroyées le 21 août 1871 et des armoiries de Schulen. Après la fusion des municipalités de Herk-de-Stad et de Schulen en 1975, il a été décidé de combiner les armoiries des deux communes en de nouvelles armoiries pour la ville de fusion de Herk-de-Stad. Les armoiries montrent à la base les armoiries du Comté de Looz. Herk-de-Stad a appartenu du XIIIe siècle à la fin du XVIIIe siècle à Looz. Le plus ancien sceau de la ville date de 1307 et ne montre déjà que les armoiries de Looz. En 1871 seulement, la partie supérieure, montrant Saint Martin, le saint patron local, fut ajoutée. Les armoiries de Schulen lui avaient été octroyées le 24 avril 1952. Elles montrent les armoiries des comtes d’Arenberg, car le village faisait partie du conseil de Lummen et les armoiries font partie des armoiries de Lummen. Blasonnement : Parti en 1. coupé en a. De Gueules à un Saint-Martin à cheval partageant son manteau avec un homme pauvre, le tout d'or. en b. burelé de gueules et d’or de dix pièces 2. De gueules à trois feuilles de cinq lobes d'or, percées dans le champ. (Traduction libre) - Délibération communale : 3 décembre 1984 - Arrêté de l'exécutif de la communauté : 7 octobre 1986 Source du blasonnement : Heraldy of the World. |

## Démographie

### Évolution démographique: Avant la fusion des communes
- Sources:INS, www.limburg.be et Ville de Herck-la-Ville
- 1971 :  Annexion de Donk
- 1977 :  Annexion de Schulen

### Évolution démographique de la commune fusionnée
En tenant compte des anciennes communes entraînées dans la fusion de communes de 1977, on peut dresser l'évolution suivante :
- Source : DGS - Remarque: 1831 jusqu'à 1981=recensement; depuis 1990=nombre d'habitants chaque 1er janvier[4]